# Reinsberge

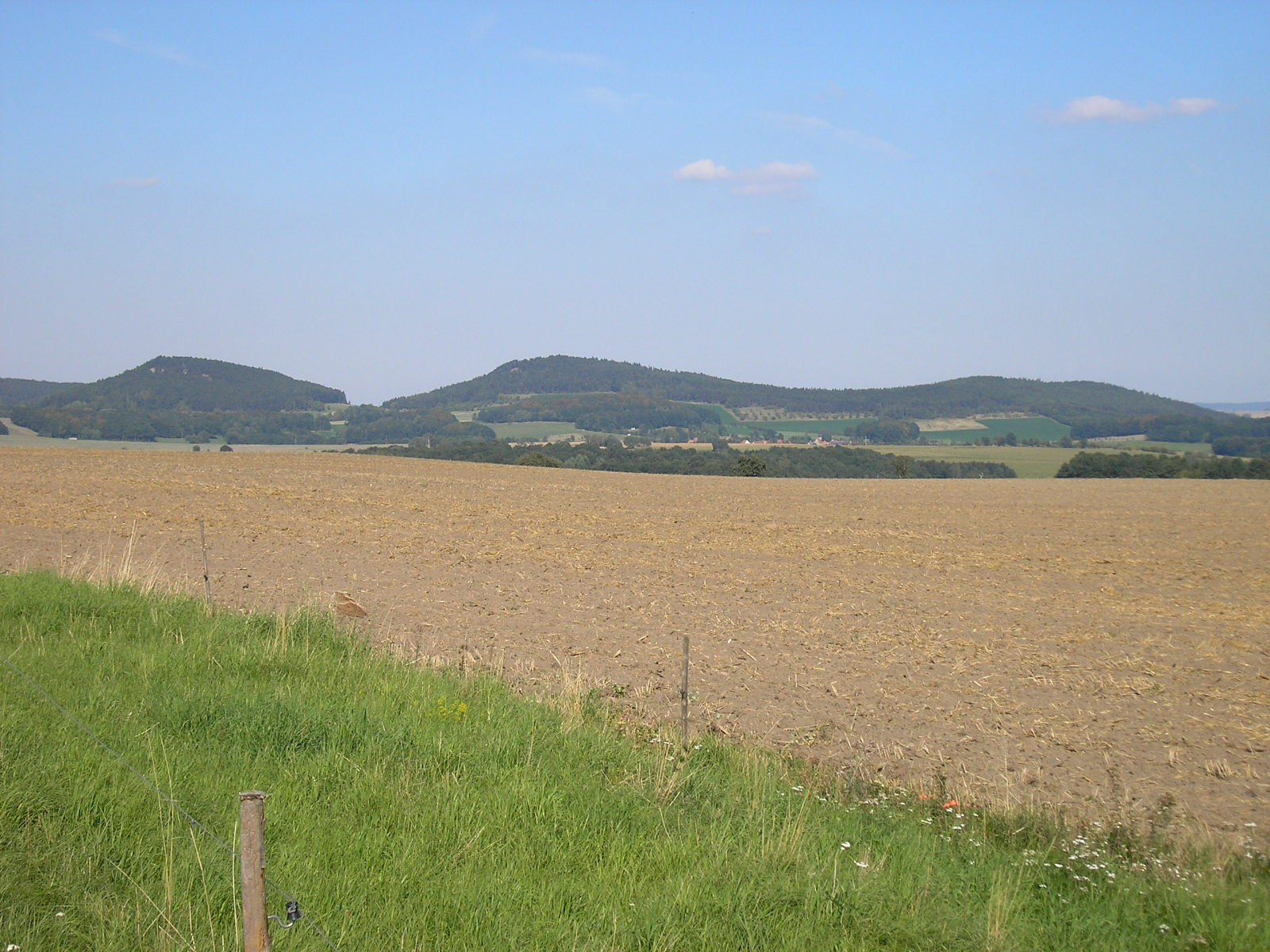
Östliche Ausläufer der Reinsberge von Heyda aus gesehen

Die Reinsberge zwischen Plaue und Ilmenau sind ein im Rahmen der zum Heydaer Berg gehörenden Halskappe bis 605,4 m ü. NHN hoher, rund 11,5 km langer und etwa 35 km² großer, mittelgebirgsartiger Höhenzug im Ilm-Kreis in Thüringen.
Die mit Abstand bekannteste und mit 604,1 m zweithöchste Erhebung der Reinsberge ist die Reinsburg, auf der sich eine Burgruine befindet.

## Geographische Lage
Die Reinsberge ziehen sich von Martinroda 4 km nordwestlich Ilmenaus, bis Arnstadt, wo sie bis an den Rand des Thüringer Beckens vordringen. Sie werden im Süden, bei Martinroda, von der Talung eines Reichenbach-Nebenbaches, begrenzt, und treten westlich, von Südsüdwest nach Nordnordost und je per Mündung abgelöst, bis unmittelbar an die Flussniederungen des Reichenbachs über Neusiß, der Zahmen Gera bis Plaue und schließlich der Gera über Dosdorf und Siegelbach bis Arnstadt, wo mit deren Eintreten in das südliche Kernstadtgebiet der Höhenzug vergleichsweise schroff nach Norden abfällt.
An der Ostseite passiert, vom Norden Ilmenaus über die Talsperre Heyda bis Marlishausen, die Wipfra, die jedoch zumeist etwas Abstand zum eigentlichen Höhenzug hält und erst gut 8 km nördlich der Nordflanke des Höhenzugs in die Gera mündet. Die östlichen Randorte Heyda und Schmerfeld liegen jedoch an Nebenbächen, und weiter nördlich flankiert der linke Nebenfluss Gomlitz von Reinsfeld nach Kettmannshausen in etwa den Höhenzug, der sich von hier aus, der Südostrichtung der Eichenberg–Gotha–Saalfelder Störungszone folgend, ausläuferartig im Willinger Berg bei Oberwillingen bis über die Wipfra hinweg unmittelbar vor die Ilm und im „Fernausläufer“ Singener Berg (582,6 m) sogar darüber hinweg zieht.
Von den letztgenannten Bergen aus verjüngt sich der Höhenzug fast linear nach Nordwesten über Dannheim nach Arnstadt. 
Über die Reinsberge führt ein Wanderweg, der Teil des Hauptwanderwegs Eisenach−Jena ist.

## Geologie und Vegetation
Gebildet wurden die Reinsberge aus Gesteinen der Triasformation. Sie bestehen hauptsächlich aus Muschelkalk. Die Witterung hat im Lauf der Jahrtausende teils bizarre Felsen geformt, die denen im Elbsandsteingebirge ähneln. Ein Ergebnis dieser Gesteinsformationen ist eine Karstquelle am Westhang der Reinsberge, der Spring von Plaue.
Auf Grund der besonders an der Westseite steil abfallenden Hänge und tief eingeschnittener Täler wie der Kleinbreitenbacher Kessel und das Ziegenried und der damit verbundenen unterschiedlichen Mikroklimate hat sich hier eine sehr vielfältige Vegetation ausgebildet. Während die Plateaubereiche vor allem aus Kalkbuchenwäldern sowie Eichen- und Kieferntrockenwäldern bestehen, findet man an den Südwesthängen auch Standorte vieler submediterraner Pflanzenarten.

## Berge
Wichtige Einzelberge sind, von Nord nach Süd (Höhen je über NHN):
| Gebiet                       | Bergname                 | Höhe    | Bemerkungen                                                                  | Geokoordinaten       |
| ---------------------------- | ------------------------ | ------- | ---------------------------------------------------------------------------- | -------------------- |
| Nordteil                     | Berg der Wasserleite     | 490,7 m | nordöstlich Siegelbachs (Westflanke)                                         | 50° 48′ N, 10° 57′ O |
| Nordteil                     | Siegelbacher Wasserleite | 490,7 m | zwischen Arnstadt und Siegelbach                                             | 50° 48′ N, 10° 57′ O |
| Nordteil                     | Kuhberg                  | 485,4 m | bei Dannheim (Ostrand)                                                       | 50° 48′ N, 10° 58′ O |
| Nordteil                     | Haselkoppe               | 585,9 m | nördlich Reinsfelds (zentral an der Verzweigungsstelle)                      | 50° 47′ N, 10° 58′ O |
| Südwestlicher Hauptarm       | Strubbelsberg            | 458,1 m | südlich von Plaue                                                            | 50° 46′ N, 10° 55′ O |
| Südwestlicher Hauptarm       | Reinsburg                | 604,1 m | südwestlich Reinsfelds und deutlich südöstlich Plaues; Burgruine (Ostflanke) | 50° 46′ N, 10° 56′ O |
| Südwestlicher Hauptarm       | Kleinbreitenbacher Berg  | 585,6 m | etwa 1,5 km nordöstlich von Kleinbreitenbach                                 | 50° 46′ N, 10° 56′ O |
| Südwestlicher Hauptarm       | Halskappe                | 605,4 m | südwestlich Schmerfelds und nordwestlich Heydas (Ostflanke)                  | 50° 45′ N, 10° 56′ O |
| Südwestlicher Hauptarm       | Heydaer Berg             | 503,7 m | westlich von Heyda, zwischen Halskappe und Veronikaberg                      | 50° 44′ N, 10° 55′ O |
| Südwestlicher Hauptarm       | Veronikaberg             | 552,2 m | nordöstlich Martinrodas (äußerster Süden)                                    | 50° 44′ N, 10° 54′ O |
| Südwestlicher Hauptarm       | Kahler Berg              | 535,6 m | zwischen Neusiß und Schmerfeld                                               | 50° 45′ N, 10° 55′ O |
| Südostabzweig und -ausläufer | Gottlobsberg             | 543,9 m | zwischen Branchewinda (nordöstlich) und Kettmannshausen (südwestlich)        | 50° 47′ N, 10° 59′ O |
| Südostabzweig und -ausläufer | Willinger Berg           | 502,1 m | südwestlich Oberwillingens                                                   | 50° 46′ N, 11° 1′ O  |
| Südostabzweig und -ausläufer | Singener Berg            | 582,6 m | nordwestlich Singens                                                         | 50° 44′ N, 11° 3′ O  |

→ für weitere Berge in Thüringen siehe Liste von Bergen und Erhebungen in Thüringen